# Richard Dixon (Politiker)
Richard Dixon, alias Clifton Reginald Walker, (* 26. Mai 1905 in Forbes, New South Wales, Australien; † 7. März 1976 in Bankstown) war ein australischer Politiker und Gewerkschafter. Er war von 1948 bis 1972 Vorsitzender der Communist Party of Australia (CPA).

## Frühe Jahre
Reginald Walker war das vierte Kind von Henry Kidd Walker, einem Bergmann, und seiner Frau Emily, geborene Wilmott. Bald nach seiner Geburt zog die Familie nach Lithgow. Reginald verließ die Schule im Alter von 14 Jahren. Danach war er häufig arbeitslos. Seine erste feste Anstellung fand er in einem Fahrradgeschäft. Anschließend arbeitete er in einem Postbüro und 1925 in dem staatlichen Eisenbahnunternehmen New South Wales Government Railways and Tramways.

## Politischer Werdegang
Seine frühen Erfahrungen politisierten ihn und er war 1925 kurzzeitig Mitglied der Australian Labor Party. Danach trat er in die Communist Party of Australia ein. 1928 ging er nach Sydney und arbeitete dort in einem Paketbüros der Eisenbahn. Anfang 1929 wurde er zum Sekretär der Australian Railways Union in Sydney gewählt.
Im Dezember 1929 erfolgte Walkers Wahl ins Zentralkomitee der CPA, in dem er bis 1974 Mitglied blieb. Eine neue Parteiführung, die aus Jack Miles, Lance Sharkey und ihm bestand, wurde in den 1930er Jahren durch die Komintern eingesetzt. Während der 1930er Jahre entwickelte die CPA Einfluss in der Arbeiter- und Gewerkschaftsbewegung, insbesondere wurden ihre Mitglieder in führende Positionen großer Gewerkschaften gewählt. Der Einfluss der CPA wuchs weiter in der australischen Friedensbewegung nach 1935 an, als die Komintern ihre Politik in den Kampf gegen den Faschismus änderte und die australische Bewegung gegen Krieg und Faschismus entstand. Die CPA beabsichtigte alle Kräfte gegen den Faschismus in einer Dachorganisation unter ihrer Führung zusammenzuführen.
Ab Januar 1931 studierte Walker an der Internationalen Lenin-Schule in Moskau in der Sowjetunion. Im März 1933 kehrte er nach Australien zurück und wechselte seinen Namen in Richard Dixon, um sich vor Verfolgungen durch den australischen Geheimdienst zu entziehen. Diese hatten ihn als gefährlichen Revolutionär eingestuft. 1937 wurde er zum stellvertretenden Generalsekretär der CPA ernannt und 1948 zu deren Vorsitzenden gewählt. Diese Position hatte Richard Dixon  bis 1972 inne. In den 1930er Jahren war er Herausgeber der Parteizeitung Communist Review, wo er auch publizierte. Anfang 1945 beschrieb Dixon in dieser Zeitung die in Australien praktizierte White Australia Policy als eine andere Version von Hitlers Rassentheorie, die sich in Australien gegen eingewanderte Inder, Chinesen und Indonesier richte.
1951 und 1953 kandidierte er erfolglos anlässlich der Senatorenwahlen.
1968 protestierte er gegen die Besetzung der Tschechoslowakei durch die Sowjetunion und den anderen Ostblockstaaten.

## Sonstiges
Am 25. März 1939 heiratete er Dorothy Jean Button. Dixon war auch ein versierter Golfspieler.